# Out (film)
Out je slovensko-maďarsko-český film z roku 2017 slovenského režiséra maďarského původu Györgyho Kristófa, studenta pražské FAMU, jedná se o jeho celovečerní debut. Film vypráví o pouti padesátiletého Ágostona, Slováka maďarského původu, který přijde o práci a vypraví se ji hledat do Lotyšska k moři.
Film měl světovou premiéru na festivalu v Cannes, poté byl uveden i v Karlových Varech a na dalších festivalech.
Film získal příspěvek 3,5 milionu korun od Státního fondu kinematografie.

## Obsazení
| Sándor Terhes     | Ágoston  |
| Éva Bandor        | manželka |
| Judit Bárdos      | Eszter   |
| Attila Bocsárszky |          |
| Guna Zarina       | Gaida    |
| Viktor Nemets     | Dimitri  |
| Ivars Brakovskis  |          |
| Tibor Gáspár      | Gyula    |